# Joao Pereira Flores
Joao Pereira Flores (Lima, 10 de noviembre de 1983) es un exfutbolista peruano. Jugaba de lateral izquierdo y tiene 41 años.

## Trayectoria
Formado en las divisiones menores de Alianza Lima, debutó en el primer equipo de La Peña Sporting en la Segunda División del Perú el año 2003, permaneciendo en este club hasta que el 2008 Deportivo Municipal lo contrata. El año 2009 pasa a formar parte del Sport Boys del Callao donde salió campeón de la Segunda División del Perú.

## Clubes
| Club                | País | Año         |
| ------------------- | ---- | ----------- |
| La Peña Sporting    | Perú | 2003 - 2007 |
| Deportivo Municipal | Perú | 2008        |
| Sport Boys          | Perú | 2009 - 2011 |
| Los Caimanes        | Perú | 2012        |
| Atlético Minero     | Perú | 2013        |
| Alfonso Ugarte      | Perú | 2014        |
| Sport Victoria      | Perú | 2015        |
| Willy Serrato       | Perú | 2016 - 2017 |

## Palmarés
| Título           | Club       | País | Año  |
| ---------------- | ---------- | ---- | ---- |
| Segunda División | Sport Boys | Perú | 2009 |